# ISDN
ISDN (англ. Integrated Services Digital Network, Цифрова Мережа з Інтегрованими Послугами (ЦМзІП)) — найперша технологія одночасної передачі цифрових та аналогових даних з використанням однієї лінії зв'язку шляхом розподілення й відокремлення використовуваних окремими послугами частот й, таким чином, забезпечення безперервного використання таких, що використовують аналоговий зв'язок (як то телефон, факс тощо), з такими, що використовують цифровий (фідонет, локальна мережа, інтернет тощо), несумісних до того.

## Історія
Назва була запропонована групою XI CCITT в 1971 року.
Офіційно, як стандарт, прийнято 1988 року. Спочатку призначалася для відправки голосових повідомлень. Передача даних зазвичай відбувала каналами T1/E1 зі швидкість 64 Кбіт/с. У 1990-х роках була замінена технологією DSL.

## Призначення
Основне призначення ISDN — передача даних зі швидкістю до 64 Кбіт/с 4-кілогерцною провідною лінією й забезпечення інтегрованих телекомунікаційних послуг (телефон, факс, і т. д.). Використання для цієї мети телефонних проводів має дві переваги: вони вже існують і можуть використатися для подачі живлення на термінальне устаткування.
Вибір 64 кбіт/c стандарту визначається наступними міркуваннями. При смузі частот 4 кгц, згідно з теоремою Найквіста-Котельнікова, частота дискретизації повинна бути не нижче 8 кгц. Мінімальне число двійкових розрядів для подання результатів дискретизації голосового сигналу за умови логарифмічного перетворення дорівнює 8. Таким чином, у результаті перемножування цих чисел і виходить значення смуги B-канала ISDN. Базова конфігурація каналів має вигляд 2 × B + D = 2 × 64 + 16 = 144 Кбіт/с. Крім B-каналів і допоміжного D-канала ISDN може запропонувати й інші канали з більшою пропускною здатністю: канал Н10 зі смугою 384 Кбіт/с, Н11 — 1536 і Н12 — 1920 Кбіт/c (реальні швидкості цифрового потоку). Для первинних каналів (1544 й 2048 Кбіт/с) смуга D-каналу може становити 64 Кбіт/с.
Стандарт мереж ISDN передбачає 2 інтерфейси:
- базового рівня (англ. Basic Rate Interface, BRI), у якому загальна пропускна спроможність у 144 к/біт розподілена між двома мовленнєвими каналами типу В зі швидкістю 64 кбіт/с і одним сигнальним каналом типу D зі швидкістю передавання 16 кбіт/с. Описується формулою 2B + D.
- первинний доступ (англ. Primary Rate Interfac, PRI), який дає змогу працювати з каналами Т1 (1,544 Мбіт/с) і Е1 (2,048 Мбіт/с), які поділені на 23 і 30 каналів типу В відповідно, та мають один сигнальний D-канал зі швидкістю 64 кбіт/с. Описується формулою 23В + D або 30В + D).